# 3 (album, Martin Chodúr)
3 je třetí sólové album českého zpěváka, skladatele, textaře a hudebníka Martina Chodúra vydané v roce 2015 v distribuci českého hudebního vydavatelství Supraphon, a.s.

## Obal alba
Obal alba znázorňuje symbolickou trojku. Design alba "3" je dílem grafika a webdesignéra Jakuba Mičovského . Význam „3“ vysvětluje zpěvák: „Trojka představuje kontinuitu s předchozími alby, trojka je důležité číslo v hudbě, protože akord se skládá z minimálně tří tónů, s přítelkyní čekáme dítě, takže budeme tři“. Autorem zpěvákovy fotografie na obalu je pražský fotograf Martin Vítek. Fotografie na obalu alba i v bookletu alba byly pořízeny na různých místech hlavního města Prahy.

## Hudební recenze
Jaroslav Špulák v recenzi pro server novinky.cz hodnotí vytvořené písně jako přímočaré při zachování zpěvákových silných stránek především jeho naprosto strhující interpretaci. „Umí zazpívat energický pop, baladu, dokáže koketovat s rockem, rád se dotýká najazzlých pasáží, s gustem se žánrově vrací v čase.“ Po textové stránce pak hodnotí písně jako funkční útvary, které melodii nejenom slouží, ale jemně ji povyšují. Václav Hnátek v recenzi pro idnes.cz vyzdvihuje jako hlavní devízu alba silné pěvecké kvality zpěváka a mix jednotlivých žánrů „Střídají se tu bigbandové skladby, rockové pecky jako našlápnutá Salome i balady, třeba v podobě jazzově laděné písně Sál je prázdný.“ V časopise Rock and All Pavel Víšek hodnotí autorských čtrnáct skladeb na albu Martin Chodúr 3 jako výjimečné i optimální. Skladby jsou napsány na míru zpěvákovu tříoktávovému rozsahu. Moderní střední proud překračuje mantinely směrem k rocku (Salome) i jazzovým baladám (Sál je prázdný) a album spojuje velký hlas. Zdeněk Hejduk ve své recenzi v časopise Rock & Pop oceňuje kvalitu alba, vlastní tvorbu i zpěvákovu hru na klarinet a v neposlední řadě i vlastní produkci a špičkovou kapelu.

## Seznam skladeb
1. Až do nebe
2. Salome
3. Dům
4. Ta dat ta ta
5. Sál je prázdný
6. Malíř
7. Tajemnáska
8. Klidně plakej dál
9. Věž
10. Víc než jen zdání
11. Utíkej!
12. Až jednou se vrátíš
13. Když kráčím noční Prahou
14. Ukolébavka [10]

## Výroba alba
- Producent alba: Martin Chodúr
- Výkonná produkce alba: Vlastimil Šmída a Patrik Benek
- Editor: Jan Adam
- Photos: Martin Vítek, 2015
- Cover design: Jakub Mičovský, 2015
- Vydal: Martin Chodúr, 2015[10]